# (7998) Gonczi
(7998) Gonczi (1985 JK) – planetoida z pasa głównego asteroid okrążająca Słońce w ciągu 3,6 lat w średniej odległości 2,35 j.a. Odkryta 15 maja 1985 roku.